# Karl Peglau

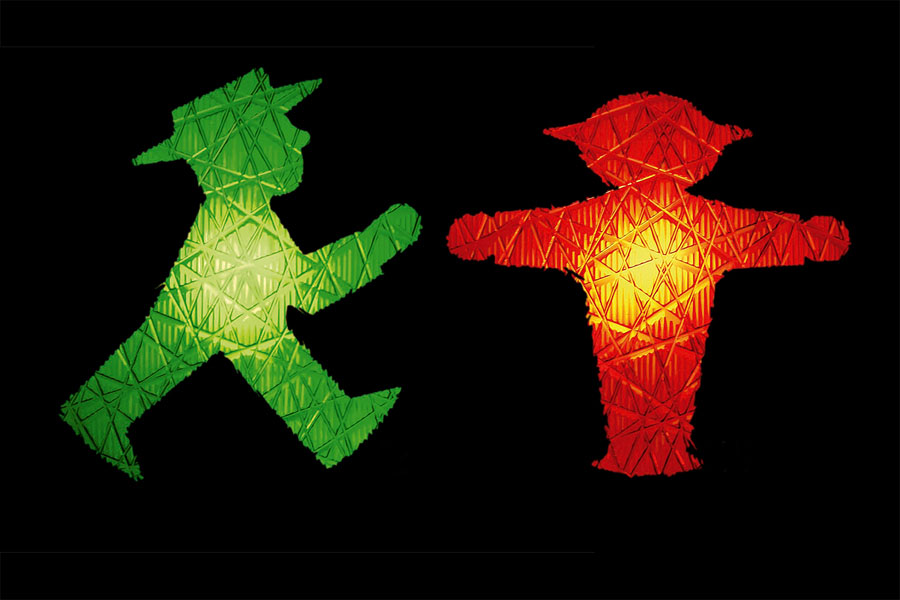
Ost-Ampelmännchen

Karl Peglau (n. 18 mai 1927, Bad Muskau, Saxonia, Germania – d. 29 noiembrie 2009, Berlin, Germania) a fost un psiholog german în specialitatea Psihologia transporturilor și cel care a conceput  Ost-Ampelmännchen, omulețul de pe semafoarele din RDG.